# 180 (număr)
180 (o sută optzeci) este numărul natural care urmează după 179 și precede pe 181 într-un șir crescător de numere naturale.

## În matematică
180
- Este un număr par.
- Este un număr compus.[1]
- Este un număr extrem compus,[2][3] un număr cu mai mulți divizori decât orice întreg pozitiv mai mic. O consecință este că este un număr practic.[4][5]
- Este un număr abundent,[6][7] suma divizorilor săi fiind 366.[8][9]
- Este un număr superabundent[10][11]
- Este un număr echilibrat digital[12][13] deoarece în baza 2 are același număr de cifre 0 și 1.
- Este un număr harshad.[14][15]
- Este un număr refactorabil [16][17]
- Este un număr rotund.[18][19]
- Este un număr semiperfect (pseudoperfect).[20][21]
- Este un număr Ulam,[22][23] care poate fi exprimat ca sumă a altor două numere ulam: {\displaystyle 180=177+3\,}.
- Este suma a două pătrate:: 122 + 62.
- Este suma a șase numere prime consecutive: {\displaystyle 180=19+23+29+31+37+41\,}, sau a opt numere prime consecutive: {\displaystyle 180=11+13+17+19+23+29+31+37\,}.
- Este un număr 61-gonal.[24][9]
- Suma  φ(x) a primilor 24 de întregi este 180.
- Jumătatea unui cerc are 180°.[25]

## În știință

### În astronomie
- Obiectul NGC 180 din New General Catalogue este o galaxie spirală barată cu o magnitudine 10,587 în constelația Peștii.
- 180 Garumna este un asteroid din centura principală.
- 180P/NEAT (NEAT 3) este o cometă periodică din sistemul nostru solar.

## În alte domenii
180 se poate referi la:
- Durata vieții lui Isac.[26]